# Den grønbenede rørhøne
Den grønbenede rørhøne er en dansk dokumentarfilm fra 1978 instrueret af Claus Bering.

## Handling
Denne artikel mangler et handlingsreferat. Hjælp os med at skrive det.